# Expedition (navire)
Pour les articles homonymes, voir Expédition.
L’Expedition est un  navire de croisière de la compagnie canadienne G.A.P Adventures. Il opérait jusqu'en 2008 en tant que ferry pour la compagnie finlandaise Viking Line.

## Historique
Construit en 1972 aux chantiers Helsingör Skibs & Maskinbygg à Elseneur (Danemark), sous le nom de Kattegat, il était destiné au trafic intérieur danois.
Après de nombreux changements d'armateurs, il est renommé Ålandsfärjan et entre dans la flotte de la compagnie Viking Line sur la route maritime entre Mariehamn (Finlande) et Kappelskär (Suède) en 1987.
En janvier 2007 Viking Line commanda un remplaçant qui devrait être livré en 2009, ce projet a pour nom de code Viking ADCC.
En septembre 2007, on  apprit que l’Ålandsfärjan serait remplacé sur la route Mariehamn - Kapellskär dès le printemps 2008 par le Rosella.
Le 30 mai 2008, le Rosella remplace l’Ålandsfärjan, ce dernier est alors vendu à la compagnie canadienne G.A.P Adventures. L'ancien ferry doit être reconstruit comme paquebot de croisière et remplacera l'Explorer qui coula après avoir heurté un iceberg le 23 novembre 2007.